# Kotasaurus
Kotasaurus  ist eine Gattung von Dinosauriern und ein sehr früher Vertreter der Sauropoden. Die einzige Art Kotasaurus yamanpalliensis stammt aus der Kota-Formation aus dem Unterjura Indiens (Sinemurium bis Pliensbachium), damit teilte Kotasaurus seinen Lebensraum mit dem verwandten Barapasaurus. Die bislang entdeckten Überreste gehören zu mindestens 12 verschiedenen Individuen. Das Skelett ist zum Großteil bekannt, vom Schädel wurden allerdings lediglich zwei Zähne gefunden. Wie alle Sauropoden war Kotasaurus ein großer, vierbeiniger Pflanzenfresser mit langem Hals und Schwanz.

## Merkmale
Kotasaurus zählt zu den ursprünglichsten bekannten Sauropoden. Zwar ist der generelle Körperbau der eines typischen Sauropoden, in zahlreichen ursprünglichen (plesiomorphen) Merkmalen gleicht diese Gattung jedoch den „Prosauropoden“, den Vorläufern der Sauropoden. Wie alle anderen Sauropoden war Kotasaurus obligat vierbeinig, im Gegensatz zu den zweibeinigen Prosauropoden. Die Körperlänge betrug ungefähr 9 Meter und war damit bereits vergleichbar mit der späterer Sauropoden. Der Oberschenkelknochen war gerade und zeigte einen ovalen Querschnitt, was auf säulenartige Beine deutet. Die Zähne waren löffelförmig und entsprechen damit denen späterer Sauropoden. Ursprüngliche Merkmale hingegen zeigen sich beispielsweise am Oberarmknochen, der noch relativ kurz und leicht gedreht war. Am Oberschenkelknochen war der kleine Rollhügel (Trochanter minor) noch vorhanden. Die Wirbel waren einfach gebaut und massiv – gewichtsreduzierende Aushöhlungen, wie sie sich bereits bei dem zeitgenössischen Barapasaurus finden, fehlen.
Neu erworbene Merkmale (Autapomorphien) von Kotasaurus waren die relativ schlanken Beinknochen sowie der niedrige und lange Präacetabular-Prozess (der nach vorne gerichtete Fortsatz des Darmbeins).

## Systematik
Anfangs war unklar, ob es sich bei Kotasaurus bereits um einen echten Sauropoden handelte oder um eine nahe mit den Sauropoden verwandte Vorläuferform. Häufig wurde diese Gattung zusammen mit Vulcanodon, Barapasaurus, Ohmdenosaurus und Zizhongosaurus zu einer Vulcanodontidae genannten Familie sehr früher Sauropoden zusammengefasst. Heute gilt diese Gruppe allerdings als paraphyletisch und damit als ungültig.
Heute gilt Kotasaurus als einer der ursprünglichsten bekannten Sauropoden, die genaueren Verwandtschaftsbeziehungen sind allerdings unklar. Eine aktuelle Studie von Bandyopadhyay und Kollegen (2010) kommen zu dem Ergebnis, dass Kotasaurus ursprünglicher ist als Vulcanodon und Barapasaurus, aber fortgeschrittener als Chinshakiangosaurus und Antetonitrus.

## Funde und Namensgebung
Alle bekannten Fossilien stammen aus einem 2,4 km² großen Gebiet in der Nähe des Dorfes Yamanpalli im indischen Bundesstaat Andhra Pradesh, etwa 40 km nördlich der Barapasaurus-Fundstelle. Die insgesamt 840 Skelettteile wurden in den späten 1970ern geborgen und 1988 von P. Yadagiri als Kotasaurus yamanpalliensis wissenschaftlich beschrieben. Heute sind die Fossilien in der Sammlung des Geological Survey of India in Hyderabad archiviert.
Kotasaurus ist nach der Kota-Formation benannt, aus deren unteren Abschnitt die Fossilien stammen. Der zweite Teil des Artnamens – yamanpalliensis, weist auf das Dorf Yamanpalli, in dessen Nähe sich der Fundort befindet.